# Alfredo Jadresic
Alfredo Jadresic, född 18 september 1925, död 30 september 2021, var en friidrottare från Chile. Han deltog vid olympiska sommarspelen 1948.